# Louis Chaillot
Louis Chaillot, francoski kolesar, * 2. marec 1914, Chaumont, Haute-Marne, Francija, † 28. januar 1998, Aubenas, Ardèche, Francija.
Chaillot je nastopil na dveh Poletnih olimpijskih igrah v kolesarstvu, v letih 1932 v Los Angelesu, kjer je osvojil zlato medaljo v tandemu in srebrno v posamičnem šprintu, in 1936 v Berlinu, kjer je osvojil bronasto medaljo v posamičnem šprintu.